# Warnemünde

Warnemünde helyzete Rostockon belül

Warnemünde (alnémet nyelven: Warnemünn) egy Balti-tengeri üdülőhely, Németország Mecklenburg-Elő-Pomeránia tagállamában. Közigazgatásilag Rostock egyik városrésze.
A település területén torkollik a Warnow folyó a Balti-tengerbe, innen is ered neve, melyről dán oklevelek már 1195-ben említést tesznek. 150 méter széles homokpartjával a Balti-tenger német partszakaszának legszélesebb strandjával rendelkezik. A nyaranta megrendezésre kerülő Warnemündei Hét (Warnemünder Woche) és a Hanse Sail közel egymillió turistát vonz a városrészbe. Nyugatról Diedrichshagen, északról a tenger, keletről a Breitling-öböl, délről Groß Klein és délnyugatról pedig Lichtenhagen határolja.

## Története

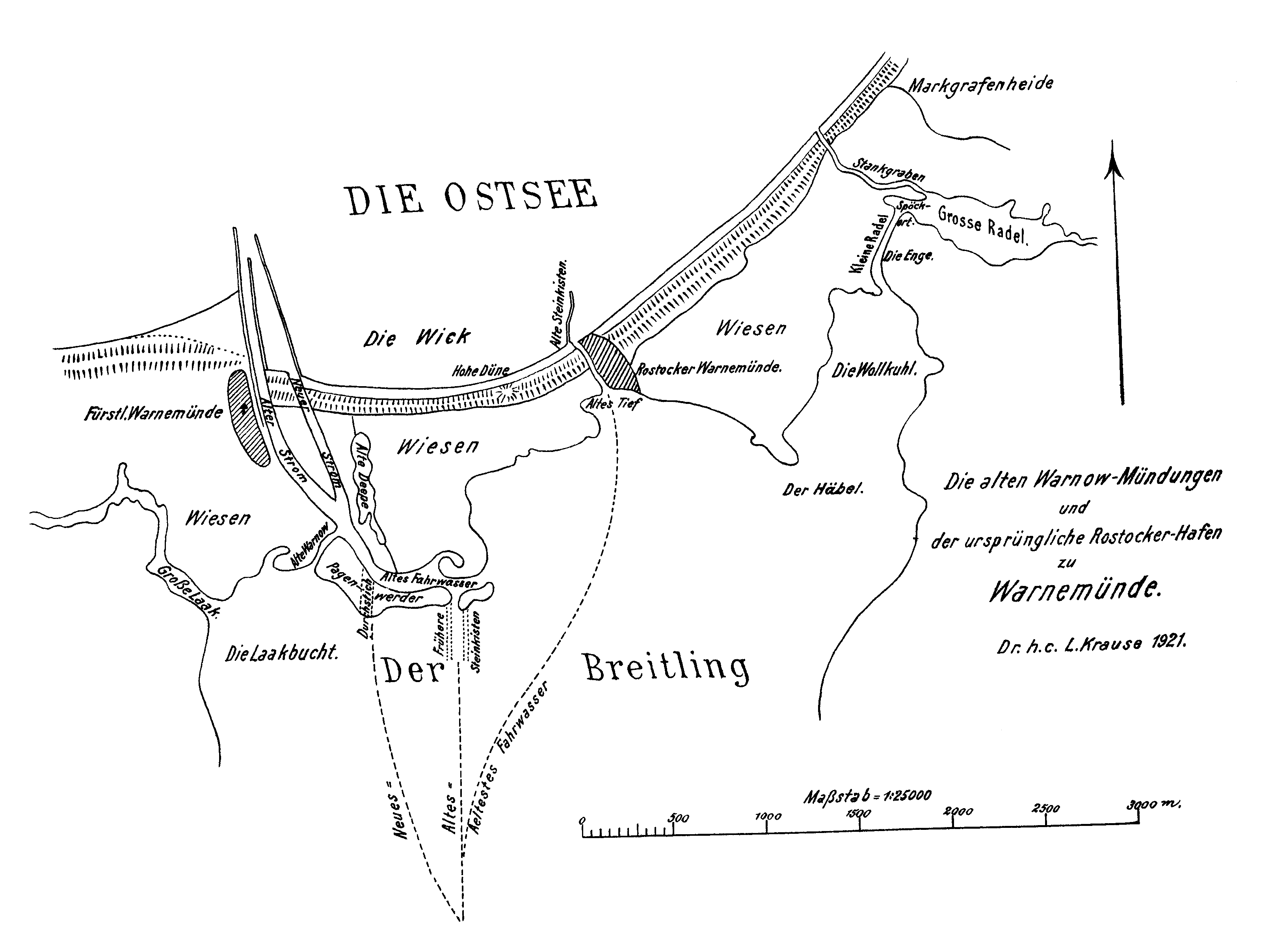
Földrajzi változások Warnemünde környékén

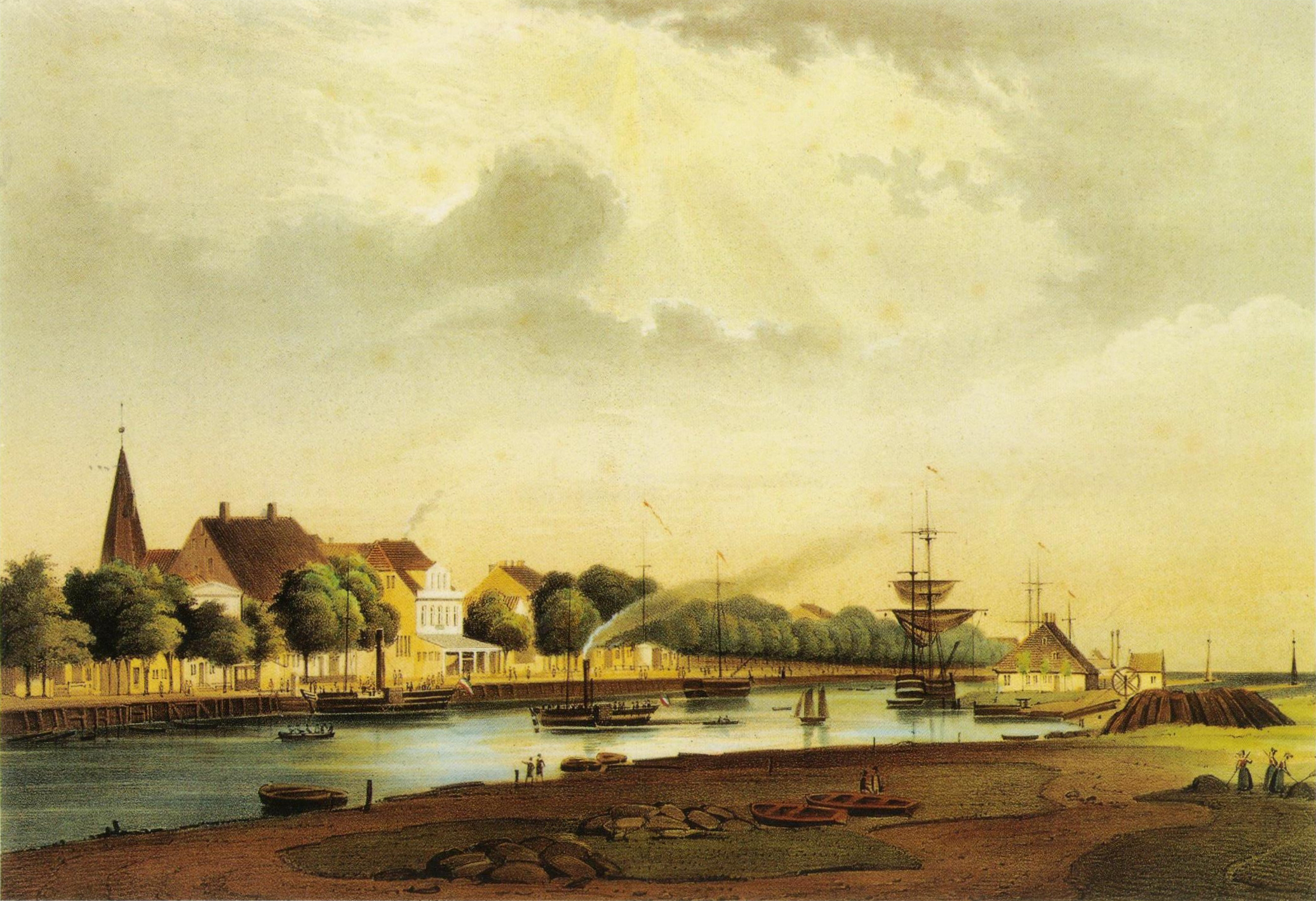
Warnemünde 1830-ban

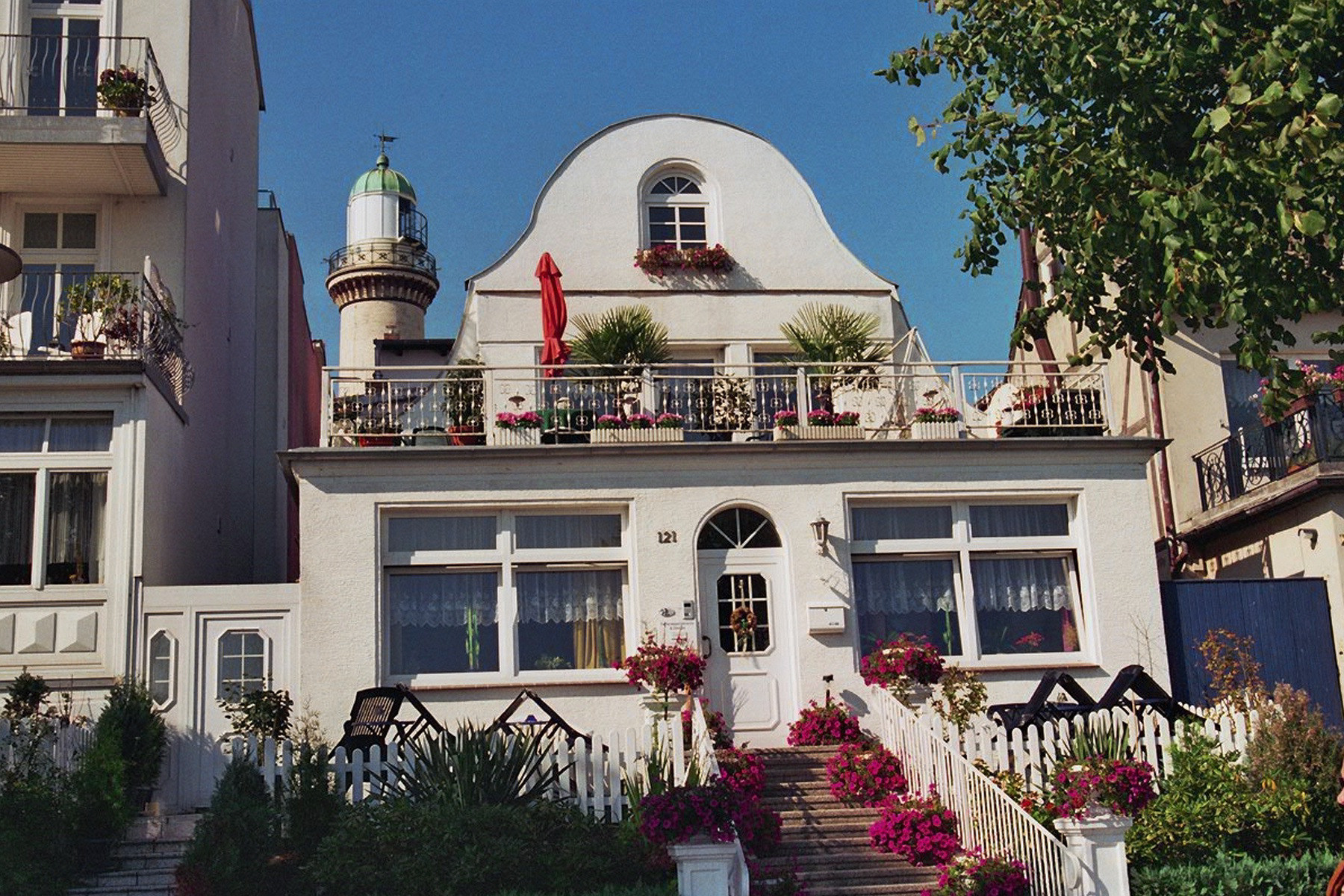
„Vörreeg”: Ház az Alter Strom mentén

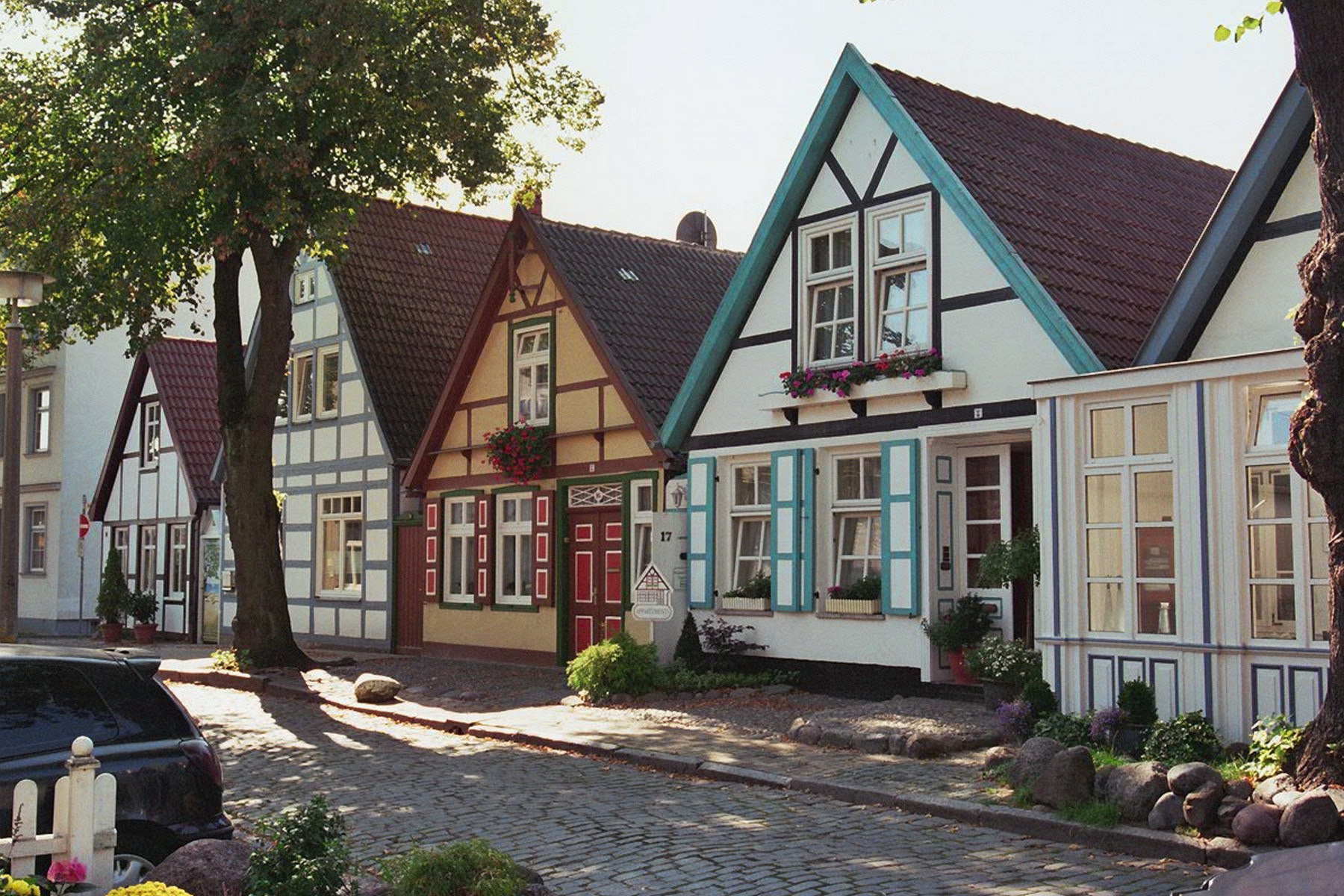
„Achterreeg”: Házak az Alexandrinenstraße-n

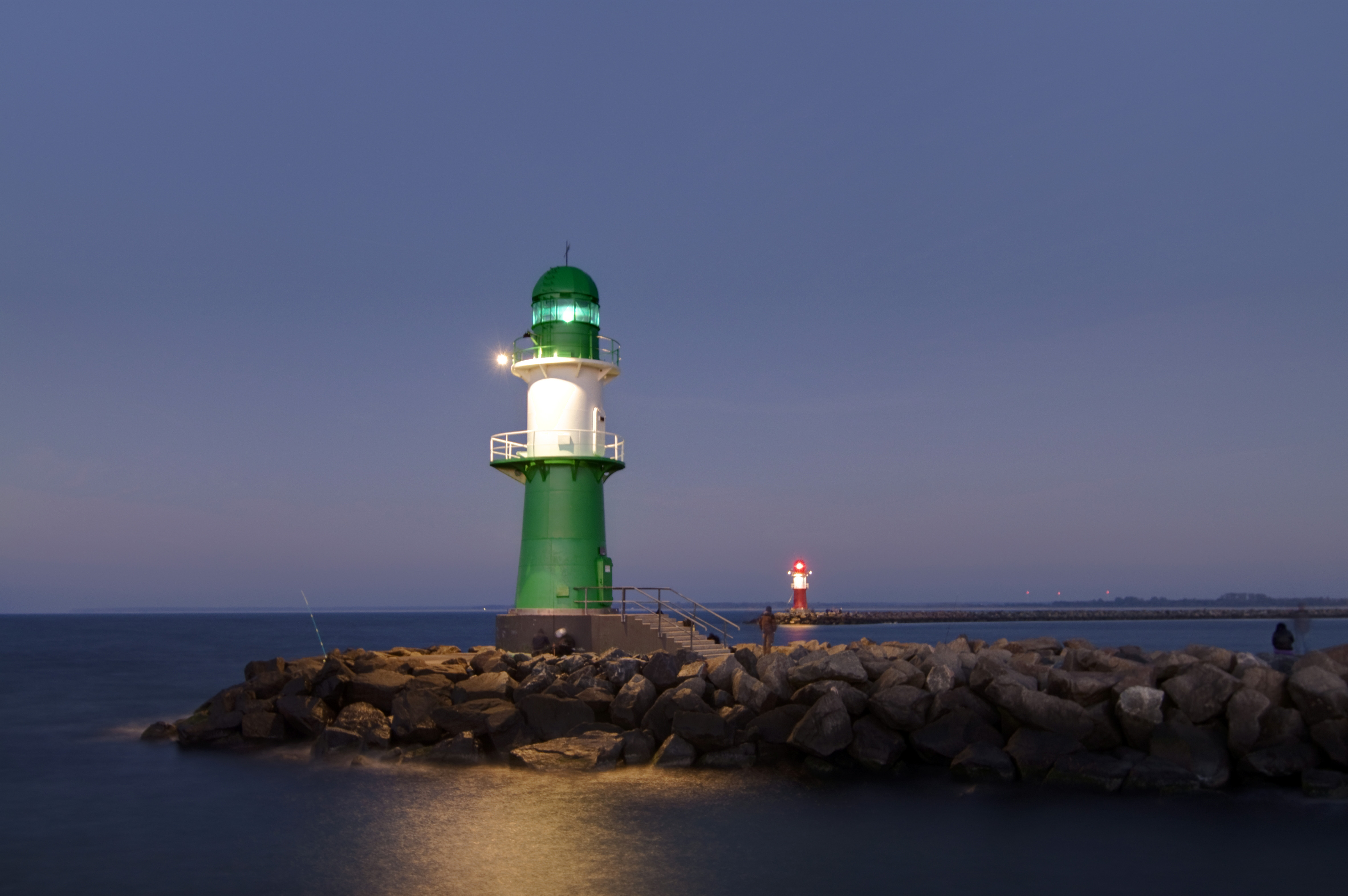
A móló éjszaka

A történelem folyamán nem csak a mai Warnemünde helyén állt a település, mely a kezdetekben nem számított Rostock kikötőjének. A hanza-város korábbi kikötőjének pontos helye ismeretlen. A rostockiak már 1264. október 12-én megszerezték a város tulajdonjogát a Rostocki Hercegségtől, jóval a Warnemündének a városhoz való csatlakozása előtt.
Rostock városa 1323. március 11-én megvásárolta az 1200 körül keletkezett falut, hogy bebiztosítsa magának a Balti-tengerre való kijáratot. A 20. századig a parti falu Rostock exklávéja volt. A 18-19. században még szegény halászfalunak számított, és csak kevés előnye származott a közeli Hanza-város gazdagságából. Azonban Warnemünde kereskedelmi jelentősége folyamatosan nőtt: 1288-ban Rostock városa szerződést kötött Rötger Horn patríciussal, mellyel biztosította a kikötő fenntartását. A patrícius a szerződés értelmében vállalta, hogy a kikötő bejáratánál öt éven keresztül 12 láb mélységet biztosít. Cserébe a város százezer téglát adott számára, és az elvégzett munkáért 400 márka ezüst vagy 1350 Mk. Pfennige fizetést helyezett kilátásba.
Az Alter Strom menti régi házak építészete alapján megállapítható, hogy a városka első lakói a szlávok után a frízek és az alsószászok voltak, akik 1100 körül telepedtek itt le, és alapították meg Warnemündét. Ezek a vasúti hídtól délre található házak ma is a korabeli stílusjegyeket őrzik.
Az építkezések a 19. századig csak a Vöörreeg (alnémet nyelven: első sor, ma Am Strom vagyis: a folyónál) és Achterreeg (alnémet nyelven: hátsó sor, ma: Alexandrinen utca) utcákra korlátozódtak, melyek a Warnow egykori ágával (Alter Strom) párhuzamosak. A warnemündei vámházat 1605-ben építették, és a település egyik legrégebbi épületének számít. A 19. században nőtt a tengeri üdülőhely jelentősége. Fürdőhelyként először 1821-ben említik. 1834-ben 1500 lakójára már 1000 fürdővendég jutott. 1899-től már saját napilapja volt a városkának.
1886. június 26-án megindult a vasúti közlekedés Rostock és Berlin irányába, illetve postagőzhajók indultak a dániai Gedserbe. A két első kerekes gőzhajó a „Kaiser Wilhelm” és a „König Christian” hajók voltak. 1903-ban felavatják az Alter Strom jobb oldalán az új vasútállomást és üzembe helyezik a Warnemünde-Gedser vasúti kompot is, mely 1926 óta gépkocsikat is szállít. 1971-ben közvetlenül a tengerparton felépült a Neptun Hotel.

## Vallás

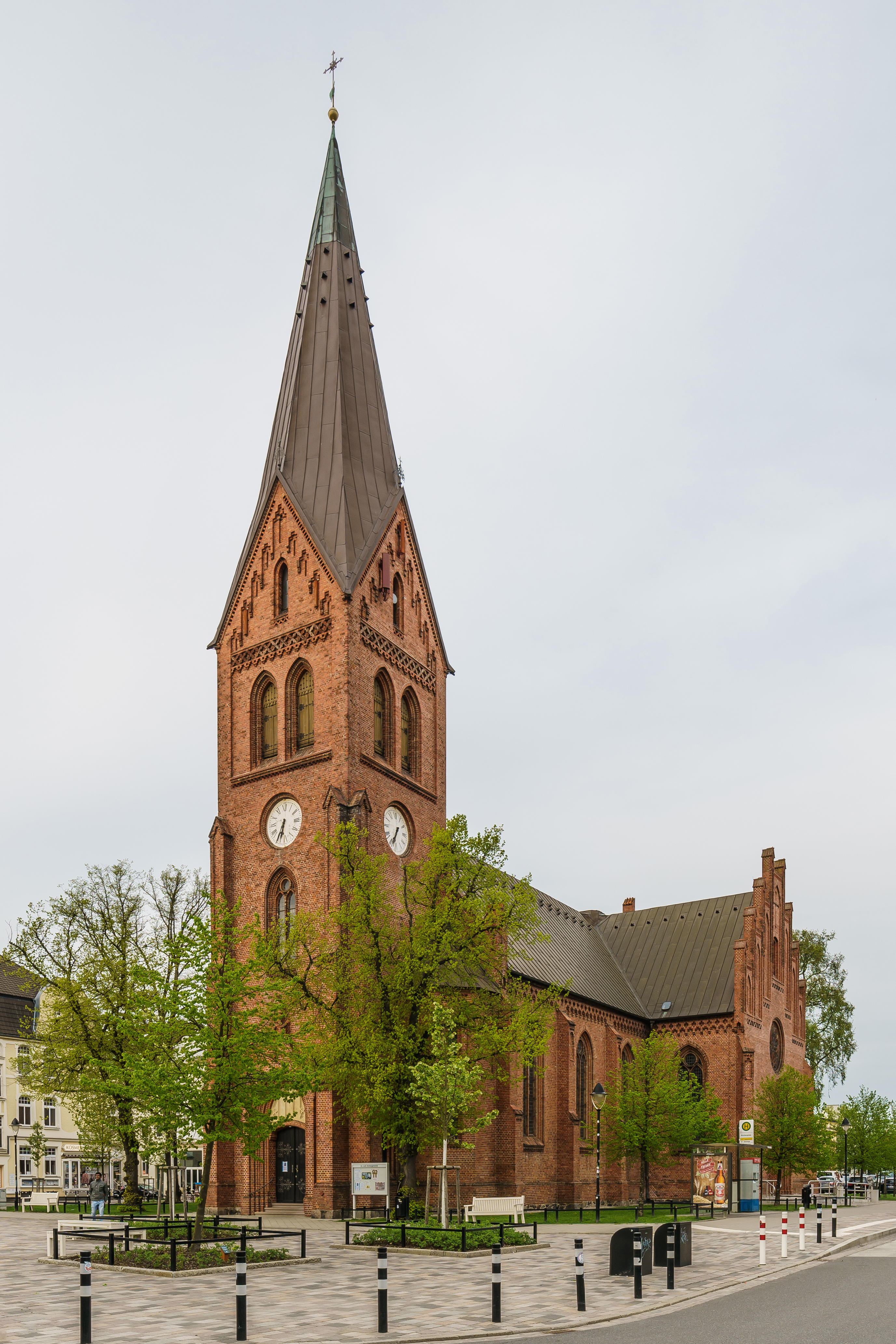
Az evangélikus templom

A településen három keresztény egyház van jelen: a lutheránus egyház, melynek temploma a település központjában található, és neogótikus stílusban épült, a római katolikus egyház (Maria Meeresstern Egyházközség), illetve az Új Apostoli Egyház.

## Látnivalók
1897-ben felépült a 37 m magas világítótornya, mely ma is működik. Április és október között a torony a turisták által is látogatható, ahonnan Warnemündére és a Breitling-öbölre is kilátás nyílik. Közvetlenül a világítótorony mellett áll a Teásbögre (Teepott Warnemünde), melyet 1968-ban építettek Ulrich Müther tervei alapján. A kagylóformájú tetejével kitűnő építményt 2002-ben felújították, jelenleg több étterem működik falai között. Neve egy korábban az épület helyén álló tea-pavilonból, és annak alakjából ered.
A lutheránus templom 1866 és 1871 között neogótikus stílusban épült, a városka akkori nyugati peremén, mivel elődje, egy kis gótikus templom túl szűknek és düledezőnek bizonyult. Utóbbi a községi bíróság mellett állt, és a berendezés egy része (egy gótikus faragott oltár, egy Szent Kristóf szobor és a szószék) átkerült az új templomba. A templomban egykori warnemündei házfeliratok és két fogadalmi hajómakettet is megtekinthetnek a látogatók.
A Teásbögrenél kezdődik a tengerparti sétány, mely közvetlenül a dűnék mögött halad egészen a „Bolygók útja” nevű tanösvényig. A Rostocki Csillagvizsgáló munkatársai által kialakított ösvényen a Naprendszer kerül bemutatásra. A sétányról megközelíthető strand több mint 3 km hosszan halad nyugati irányba, ahol egyre csökken szélessége.
A tengerparti sétány és a település központja között létesült 1910-ben a gyógypark, melyhez egy park és egy szabadtéri színpad is tartozik. A parkot nyugatról az olvasócsarnok, a Rostocki Városi Könyvtár egyik kihelyezett részlege határolja.
Az Alter Strom (a Warnow egykori ága) mentén találhatóak különböző éttermek, kávéházak és boltok, illetve a halászkikötő is. A vasútállomásról az Bahnhofsbrücke forgóhídon keresztül lehet a település központjába eljutni, ahol a régi, szűk utcácskák között álla a templom is. Az régi ágtól keletre található a Neuer Strom, az új folyó, mely a rostocki kikötő mai bejárata. Itt alakították ki 2005-ben a kikötő utasterminálját is. A folyó ezen két ága között fekszik a Vasúti-félsziget (Bahnhofshalbinsel), az régi kompkikötővel, a vasútállomással és a Középső-mólóval (Mittelmole), mely a helyi halpiac helyszíne. 2005 szeptemberétől a Warnow keleti partján (Hohe Düne) egy modern jachtkikötő és egy kiterjedt hotelkomplexum épült, melyeket két komppal lehet megközelíteni.
Egy 1767-ben épült halászházban rendezték be a helytörténeti múzeumot (Heimatmuseum Warnemünde), ahol mintegy 220 m² területen a tengerészetről, a halászatról, a révkalauz munkájáról, a tengeri vízimentőkről, illetve a városrész üdülővárossá válásáról szóló kiállítások tekinthetőek meg.
A Warnowtól keletre látható a Német Haditengerészet támaszpontja, amely azonban Rostock Hohe Düne városrészéhez tartozik.

## Oktatás és kutatás
- Warnemündeben található a Wismari Főiskola tengerészeti kara, mely egy modern tengerészeti szimulátorközponttal is rendelkezik.
- A Leibniz Tengertudományi Intézet (Leibniz-Institut für Ostseeforschung) a Balti-tenger és partvidékének ökoszisztémáját kutatja. Az intézmény négy részlegében fizikai oceanográfiai, tengeri kémiai, tengerbiológiai és tengeri geológiai kutatások zajlanak. Az intézmény a rostocki és greifswaldi egyetemeken is szervez rendezvényeket.
- A településen található a Rostocki Egyetem Informatikai és Elektrotechnikai Karának egyik intézménye is.
- A Fritz Reuter utcában működő egykori iskola jelenleg egy nemzetközi magángimnázium
- A tengerparti sétánytól nem messze működik a Heinrich Heine Általános Iskola

## Gazdaság

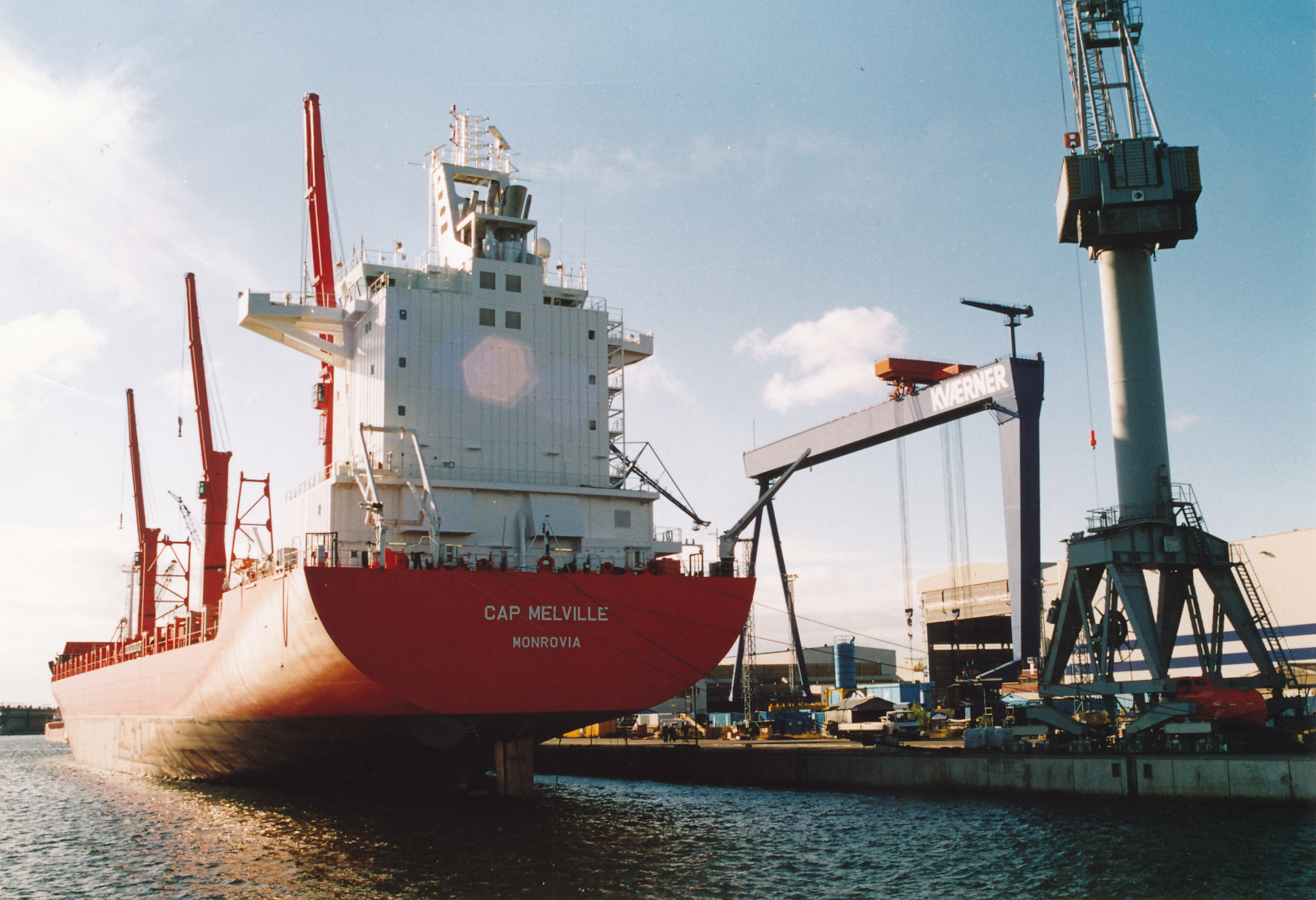
Hajógyár konténerhajóval

Warnemünde gazdaságának két legfontosabb ága a turizmus és a halászat. A Warnow hajógyár elődjét 1928-ban alapították, a második világháborúban légiforgalmi biztosító hajókat is gyártottak az üzemben. A háború után államosították , majd Németország újraegyesítése után privatizálták, jelenleg a Genting HK leányvállalataként működik.1946 óta a településen működik a Warnow Hajógyár (mai nevén: Nordic Yards Warnemünde), mely 1960-tól az NDK legnagyobb hajóépítő vállalata volt. 1990-ben megalapították a Warnow-Werft Warnemünde GmbH. Az 1990-es években a hajógyárat többször felújították és kibővítették. Többször is gazdát cserélt, jelenleg Nordic Yards Warnow névvel a wismari Nordic Yards hajóépítő részvénytársaság tulajdonában van.
Egy ideje az itt kikötő körutazást végző hajók is fontos szerepet játszanak. 1990-ben még csak három ilyen jellegű hajó kötött ki, 2011-ben azonban 158 kikötéssel megdőlt a korábbi rekord, és 2012-re 180 hajót várnak, 2013-ra pedig 198 kikötést terveznek. 2005. május 1-jén külön kikötőrészleg fogadja ezeket a hajókat, biztosítva az utasok minél jobb kiszolgálását. Az ide érkező utasok egy része egynapos hamburgi, rostocki vagy berlini utazásokon vesz részt. Ennek tudható be, hogy a hajók hosszabb ideig állomásoznak Warnemündében. A nyári szezon idején a rostocki AIDA Cruises hajótársaság is Warnemündét használja báziskikötőjeként, 2010-től pedig az olasz Costa Crociere is jelen van a kikötőben.

## Kultúra és sport

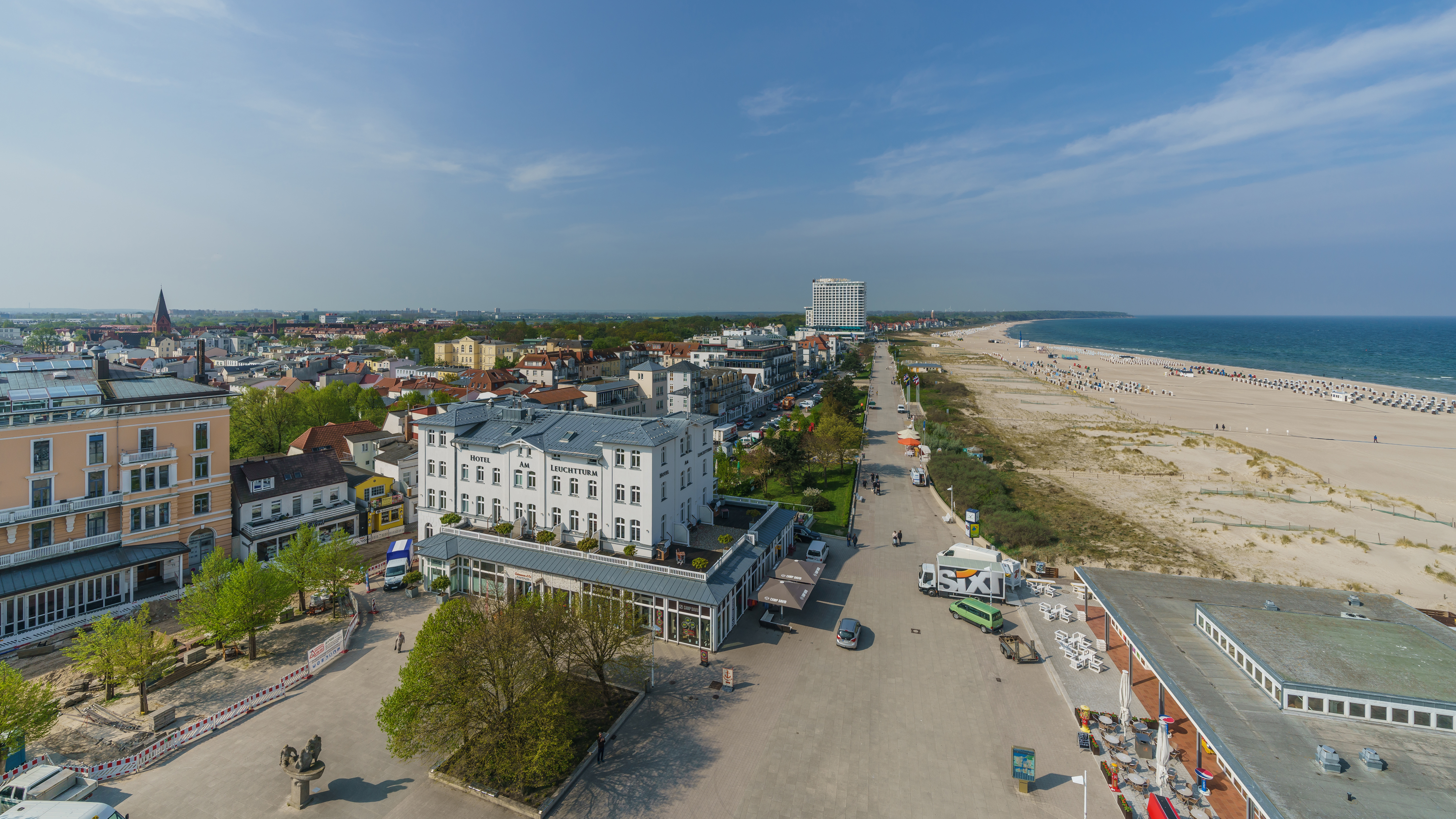
Tengerparti sétány, háttérben a Hotel Neptun

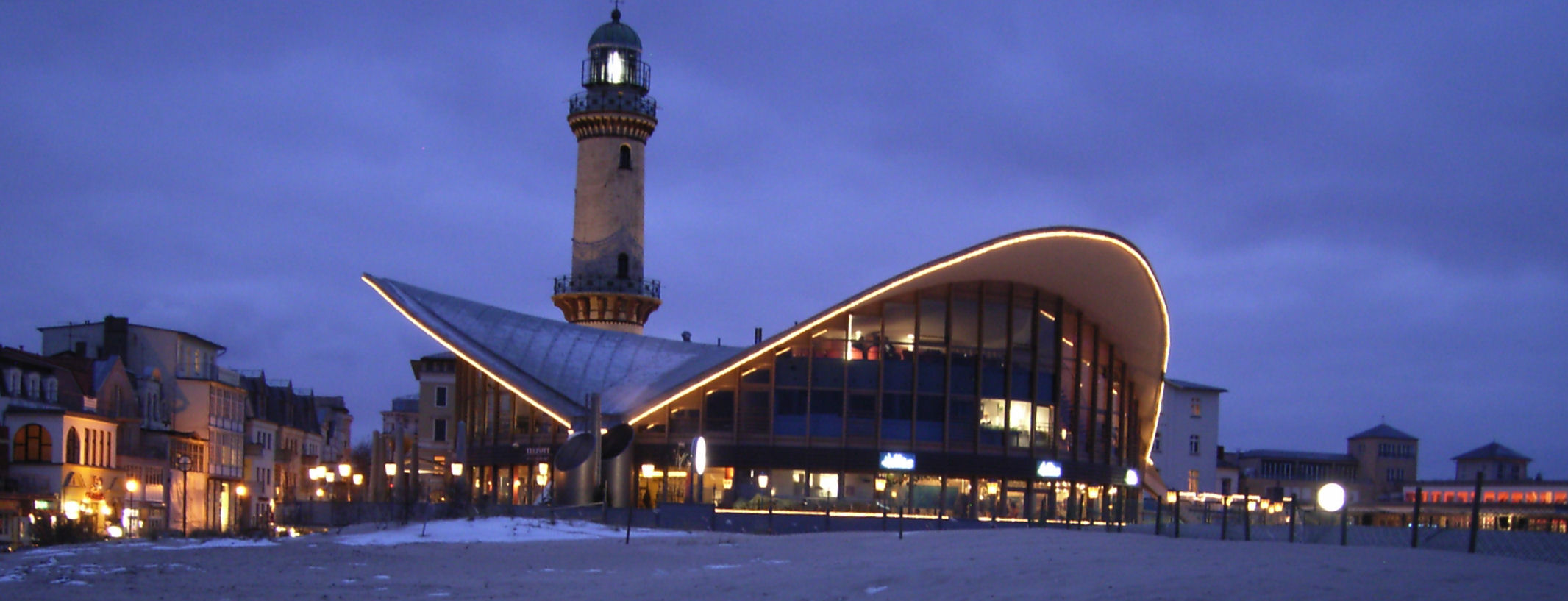
A Teásbögre (Teepott) és a világítótorony

### Zene
A városrész számos zenész és együttes otthona is, melyek gyakori vendégei a kulturális rendezvényeknek.
Warnemündei együttesek:
- De Klaashahns
- De Plattfööt
- TonArt
- Irish Coffee
- Heide Mundo

### Sportélete
A csekély áramlat és a jó szélviszonyoknak köszönhetően Warnemünde közelében a tenger kiválóan alkalmas kite-szörfölésre, szörfölésre, úszásra és búvárkodásra. Ugyanakkora a tengerpart is alkalmas különböző sporttevékenységek gyakorlására (sárkányeregetés, nordic walking, strandröplabda, ultimate). Egyes sportágakban nemzetközi tornákat is rendeznek a településen.
Warnemündébem három vitorlás klub is található: Warnemünder Segelclub (WSC), Akademische Segelverein Warnemünde (ASVW) és Kuttersegelclub Warnemünde (KSC). Ezek az egyesületek többek között fiatal tehetségek gondozásával és a Warnemündei Hét rendezvényein való részvétellel is foglalkoznak.
A helyi futballcsapat, az SV Warnemünde a Mecklenburg-Előpomerániai területi bajnokság résztvevője. Az egyesület évente egyszer megrendezi az Atlantic-Cup ifjúsági tornát. Ennek keretén belül a gyerekcsapatok mellett a pékek és kéményseprők csapata is megmérkőzik, akik a játék kezdetén liszttel és korommal támadnak egymásra.
Az SV Warnemünde férfi röplabdázói a 2. Bundesligában vesznek részt. A női röplabda-csapat a regionális liga résztvevője.
A labdarúgó és röplabda szakosztályok mellett a SV Warnemünde e. V. kézilabda szakosztállyal is rendelkezik (5 férfi, 2 női és több ifjúsági csapat, melyek a tartományi bajnokság különböző szintjein képviselik a sportegyesületet). A szakág jelentős, évente megrendezésre kerülő rendezvénye a Warnemünde Kupa, melyen májustól szeptemberig Németország számos kézilabda egyesülete mérkőzik meg egymással.
Az év csúcseseményének számít a tengerparton rendezett Sun of the Beach frizbitorna is.
Az 1990-es évek közepétől évente 15 ország 300 sportolója nyílt vízi életmentésben méri össze erejét a Német Életmentő Társaság (Deutsche Lebens-Rettungs-Gesellschaft) által szervezett kupán. 2008-ban Warnemündében került megrendezésre az vízi életmentő világbajnokság is.
A warnemündei strandon évente több strandröplabda-tornát rendeznek (pl. AnBagger Cup).

### Fürdőkultúra
Tengerparti fürdőhelyei kiépítettek és nyaranta turisták százezreit vonzzák a városba.

## Híres emberek

### A település szülöttei
- Stephan Jantzen (1827–1913) tengerész, révkalauz, tengeri vízimentő
- Hans Seehase (1887–1974) mérnök, feltaláló
- Werner Schmidt-Boelcke (1903–1985) zeneszerző, karmester
- Karl Heinz Robrahn (1913–1987) lírikus
- Horst Köbbert (* 1928) énekes, televíziós műsorvezető
- Hartwig Eschenburg (* 1934) kántor, egyházzenész
- Norbert Werbs (* 1940) teológus, segédpüspök
- Horst D. Schulz (* 1942) geokémikus, hidrogeológus
- Raimund Borrmann (* 1960) politikus (NPD)
- Kirsten Emmelmann (* 1961) Európa-, és világbajnok atléta
- Michael Niekammer (* 1961) énekes, színész, író
- Simone Tippach-Schneider (* 1962) író, kiállításszervező
- Nils Busch-Petersen (* 1963) jogász, politikus
- Matthias Hahn (* 1965) kézilabdázó
- Wilfried Eisenberg (* 1968) menedzser
- Jörn Lenz (* 1969) labdarúgó

### A településen tevékenykedő híres emberek
- Friedrich Flügge (1817–1898) nagyhercegségi mecklenburgi főpostamester, tevékenyen részt vett a Warnemünde-Gedser kompjárat létrehozásában
- Edvard Munch (1863–1944) norvég festő és grafikus, gyakran dolgozott a településen
- Gustav Wilhelm Berringer (1880–1953) építész, a gyógyüdülő megépítője
- Walter Butzek (1886–1965) építész, részt vett a gyógyüdülő megépítésében
- Ernst Heinkel (1888–1958) repülőgép-készítő, iparos
- Karl Eschenburg (1900–1947) fényképész
- Gotthilf Hempel (* 1929) tengerbiológus 1992 és 1994 között a Tengertudományi Intézet igazgatója
- Ulrich Müther (1934–2007) építőmérnök és építkezési vállalkozó, a Teepott megépítője
- Klaus Lass (* 1950) zenész, énekes
- Mathias Rieck (* 1979) vitorlázó (Laser osztály)

## Galéria

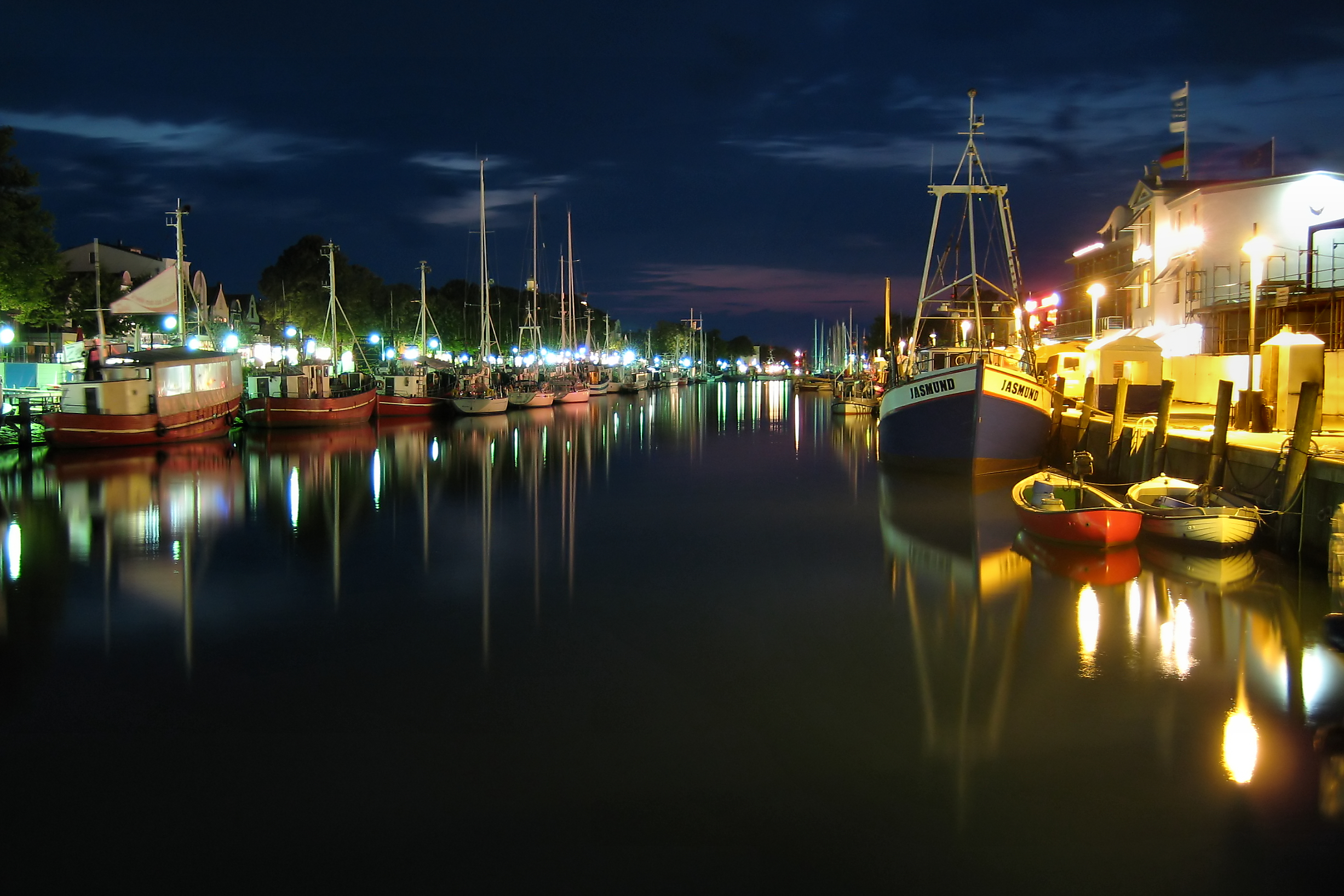
Az Alter Strom éjjeli megvilágításban
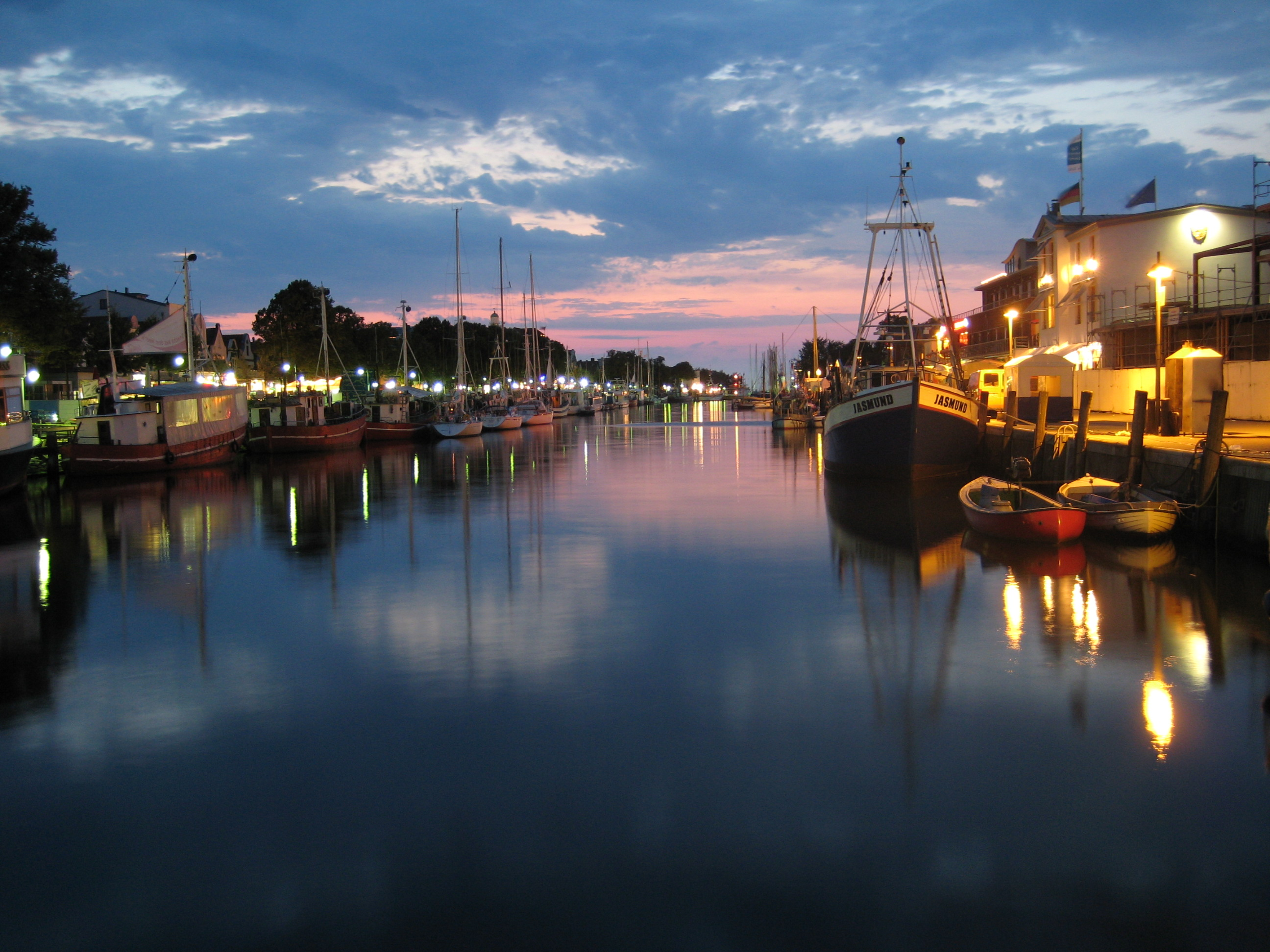
Az Alter Strom napnyugtakor
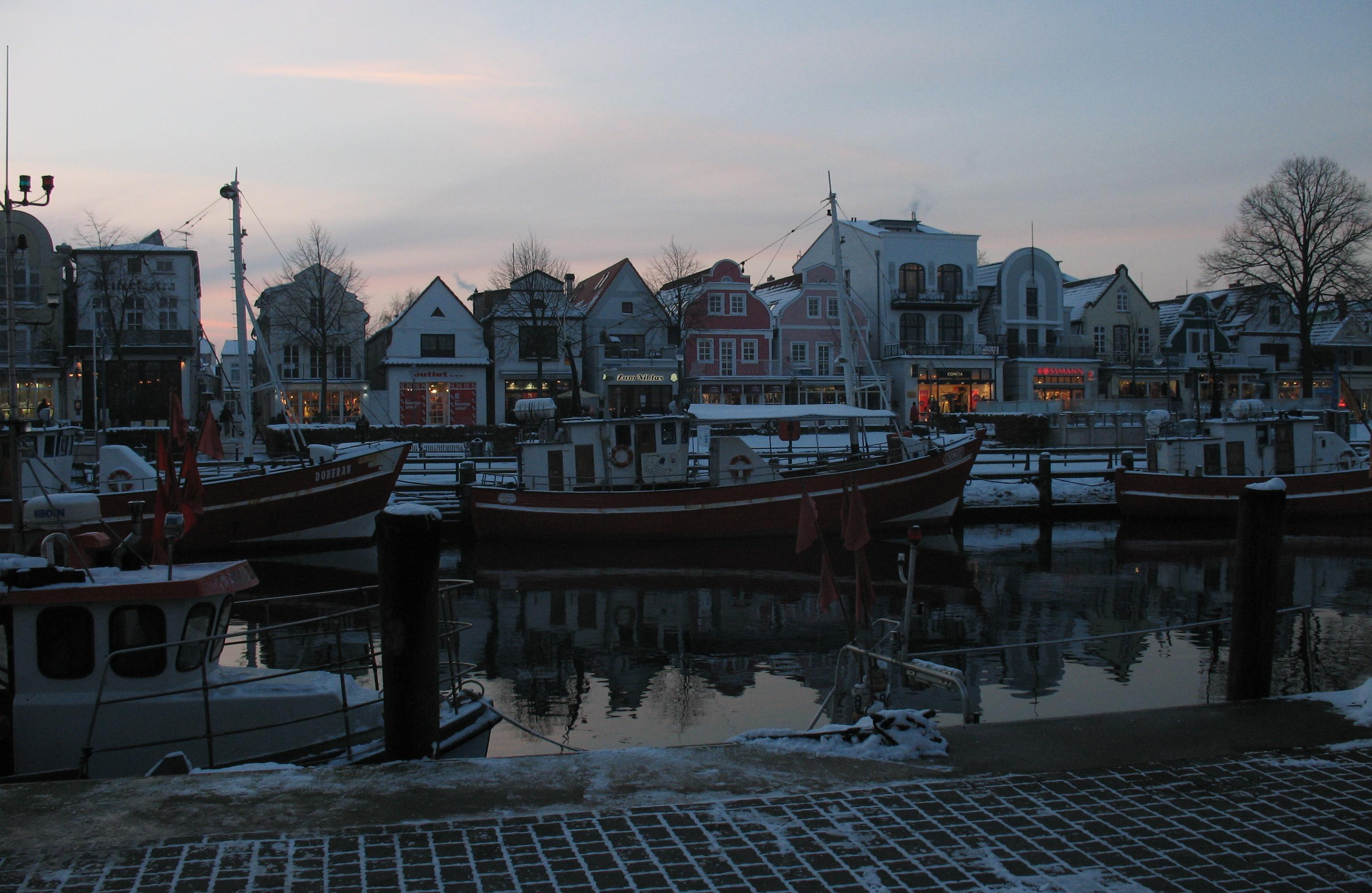
Az Alter Strom napnyugtakor
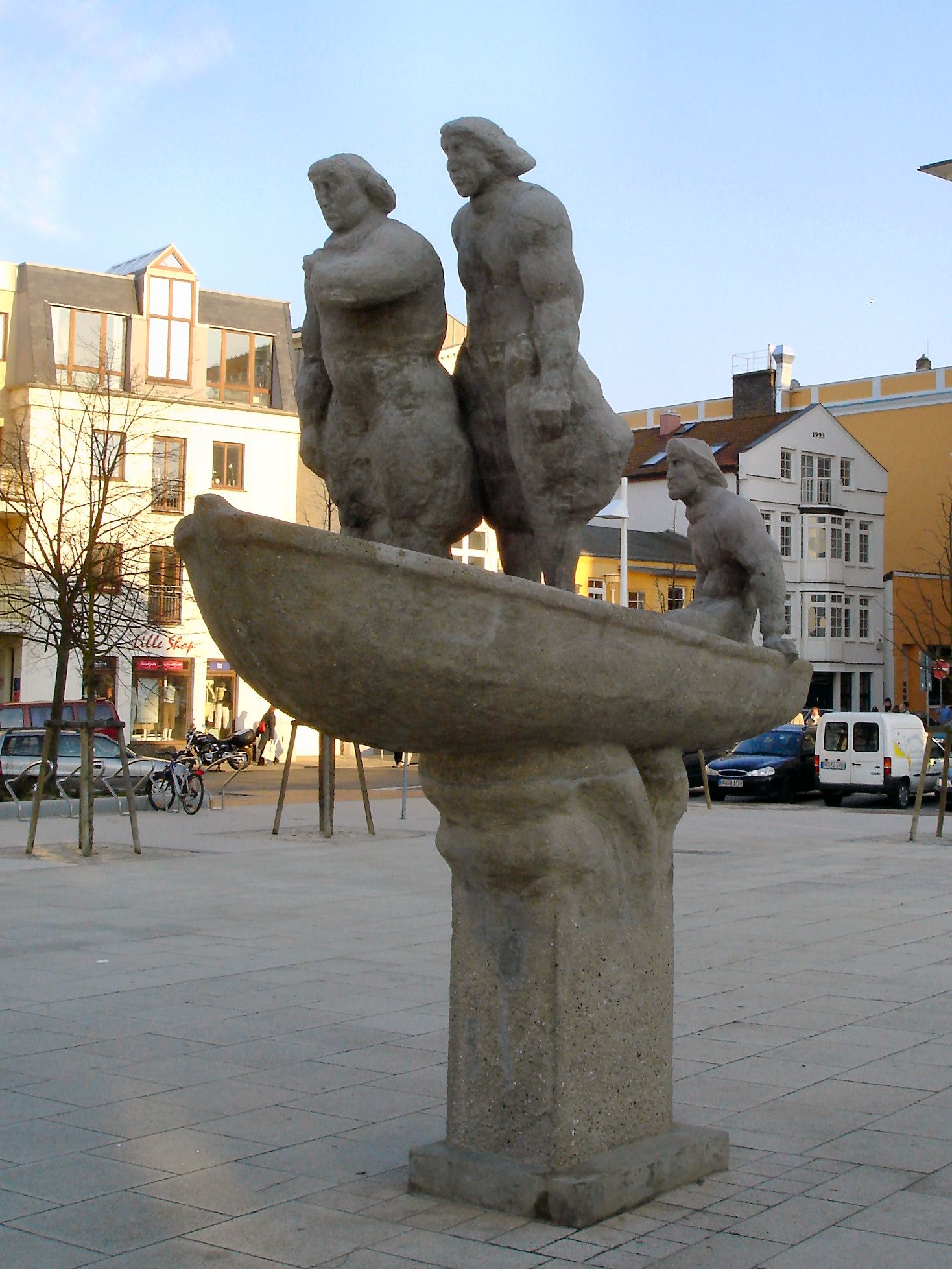
Stephan Jantzen-emlékmű
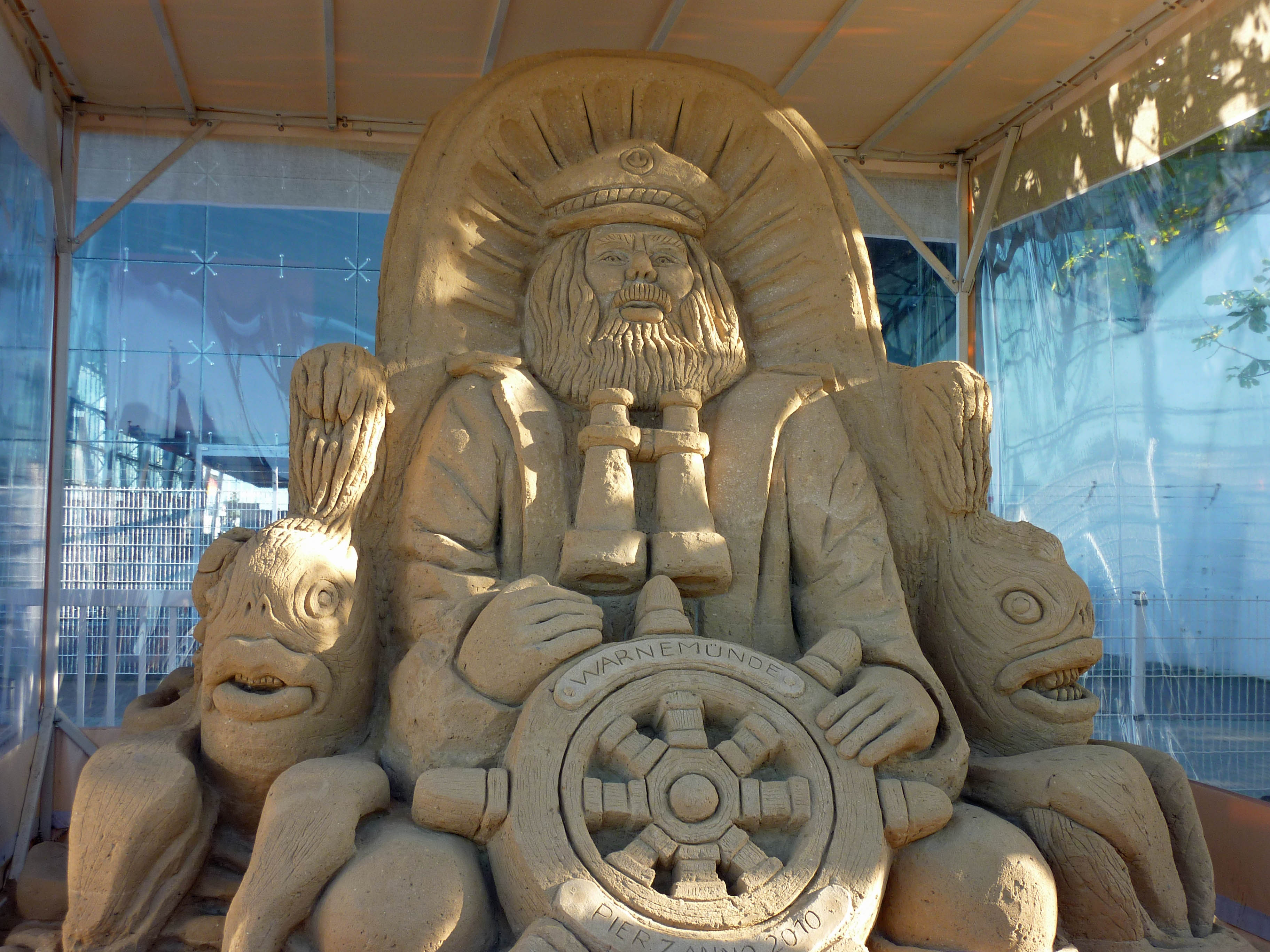
Homokszobor a strandon
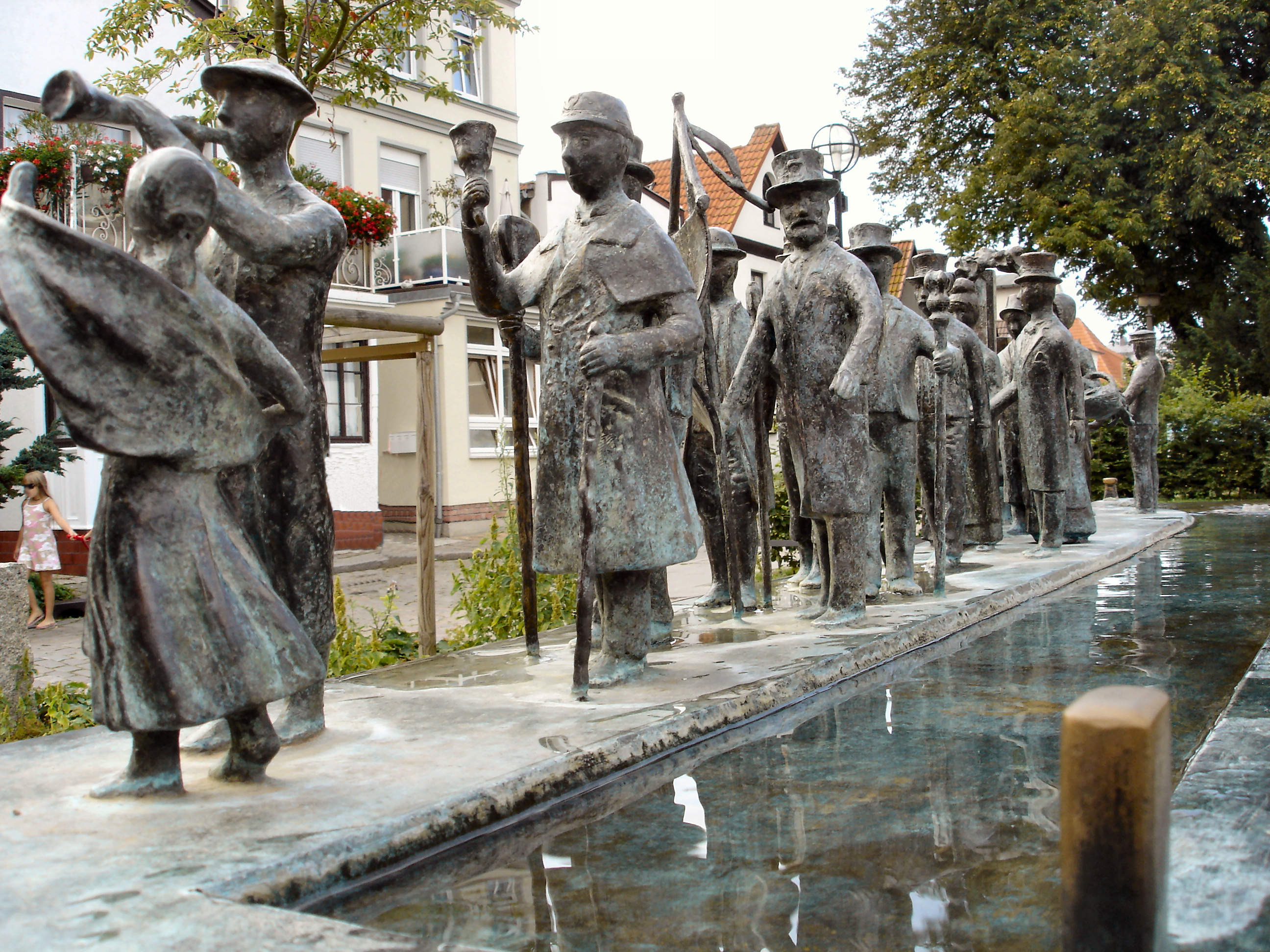
Városi felvonulást ábrázoló szobrok egy kúton
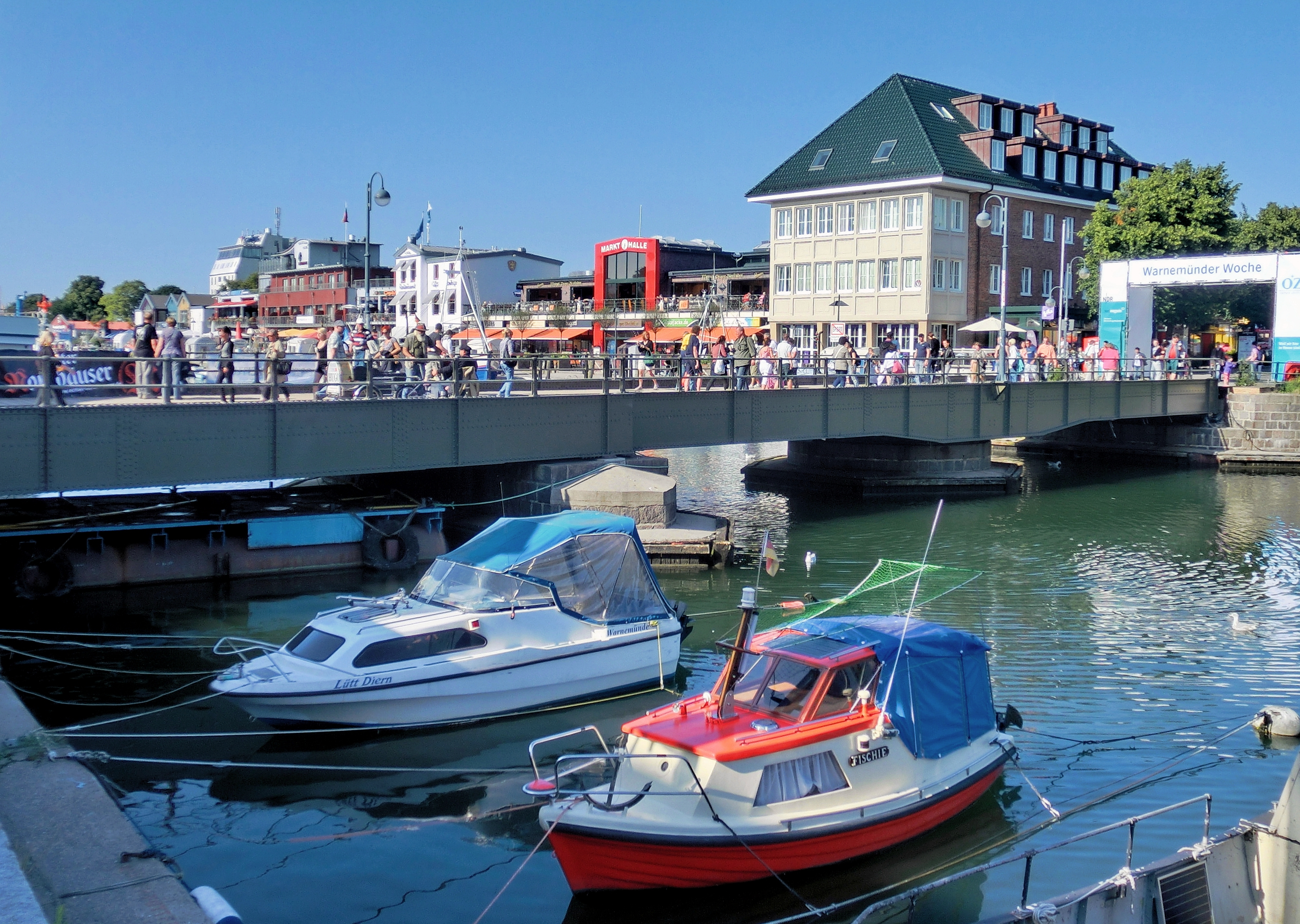
Híd az Alter Strom-on
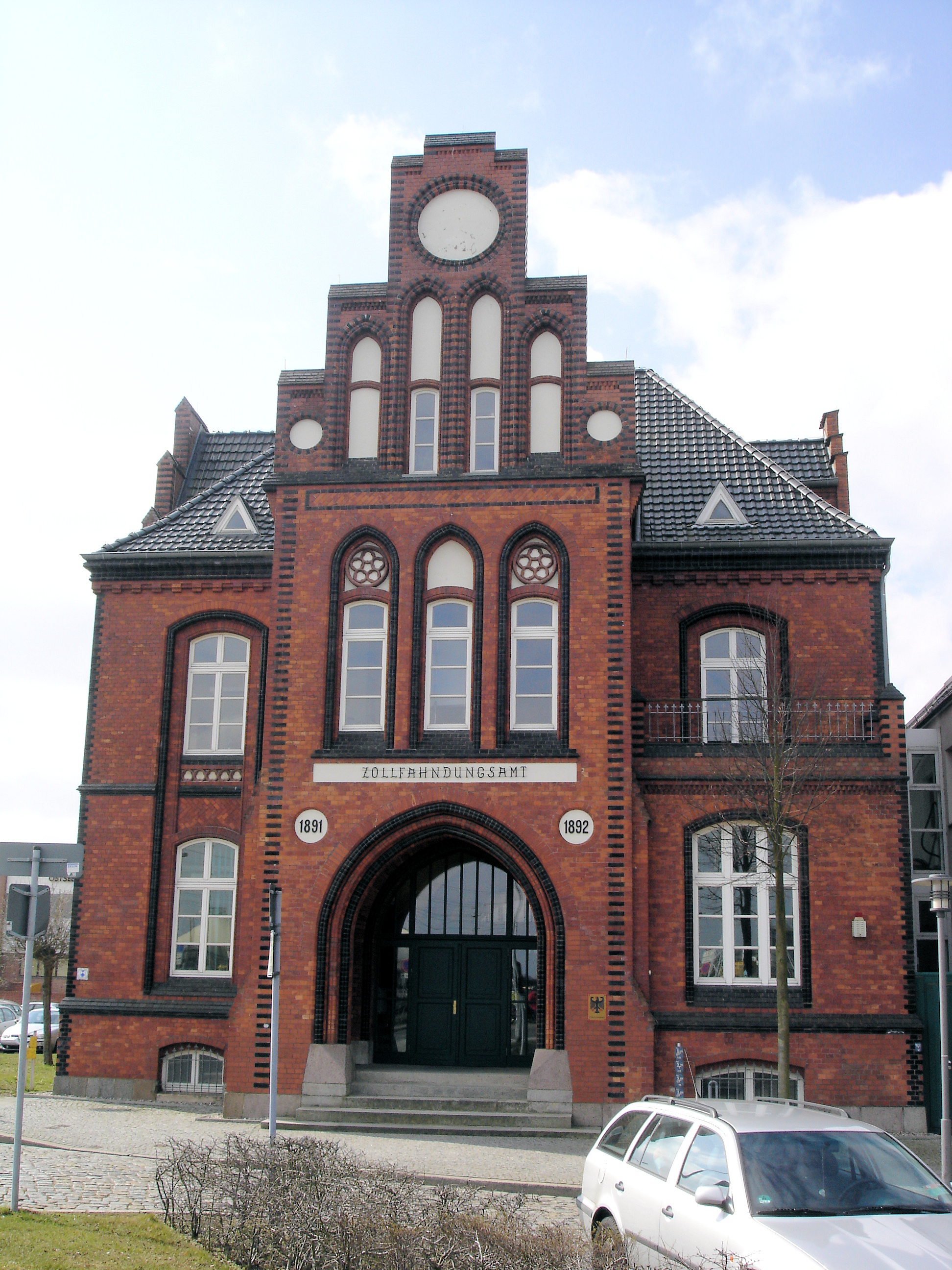
Vámház
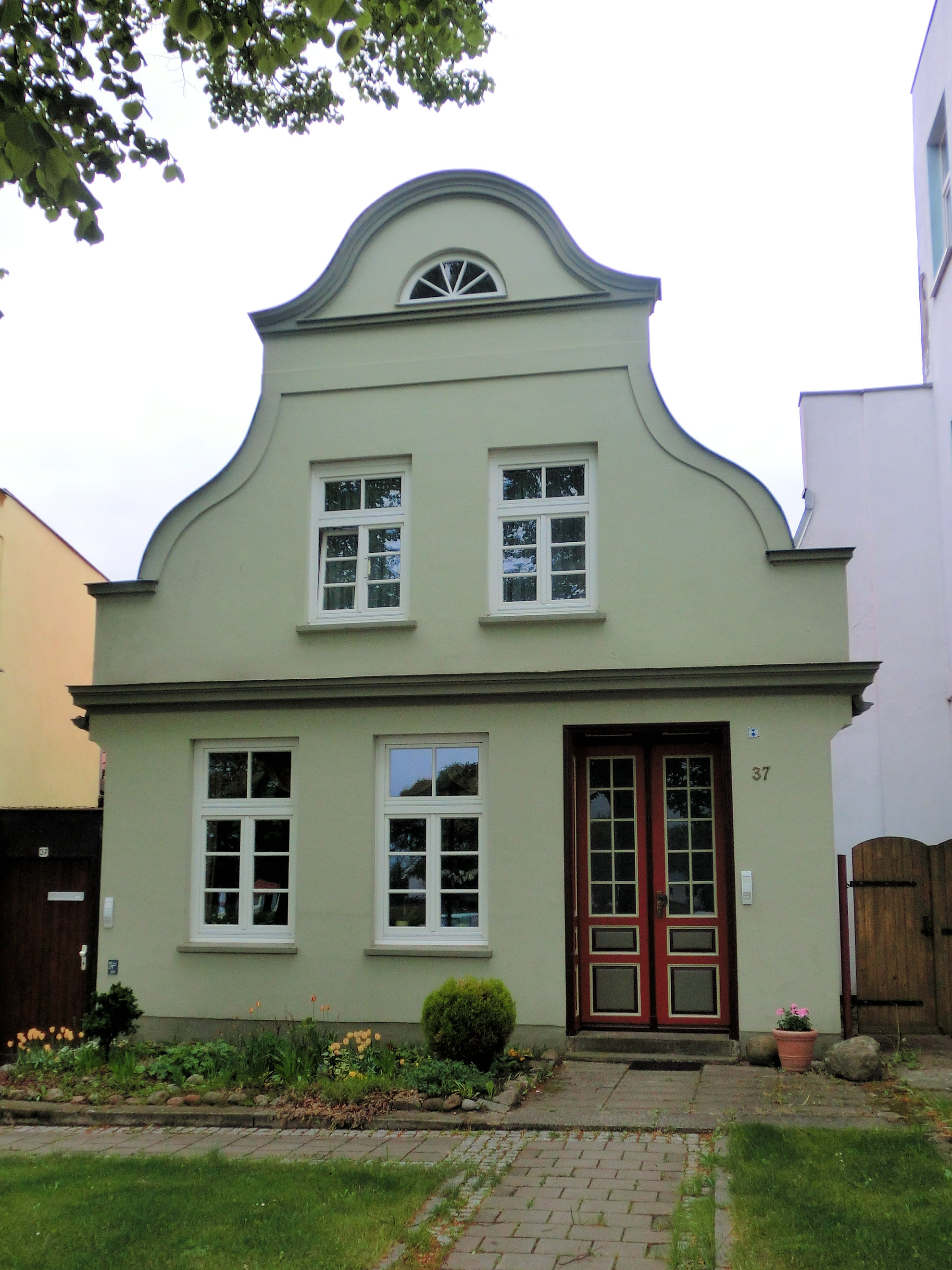
Régi ház
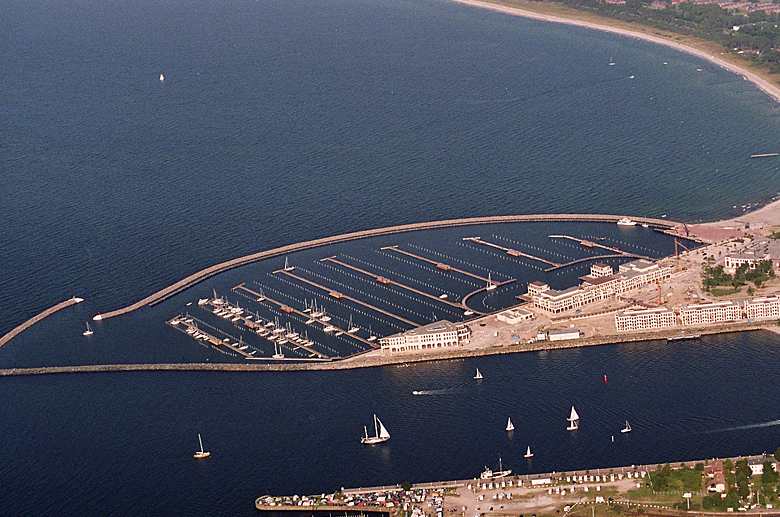
A jachtkikötő madártávlatból
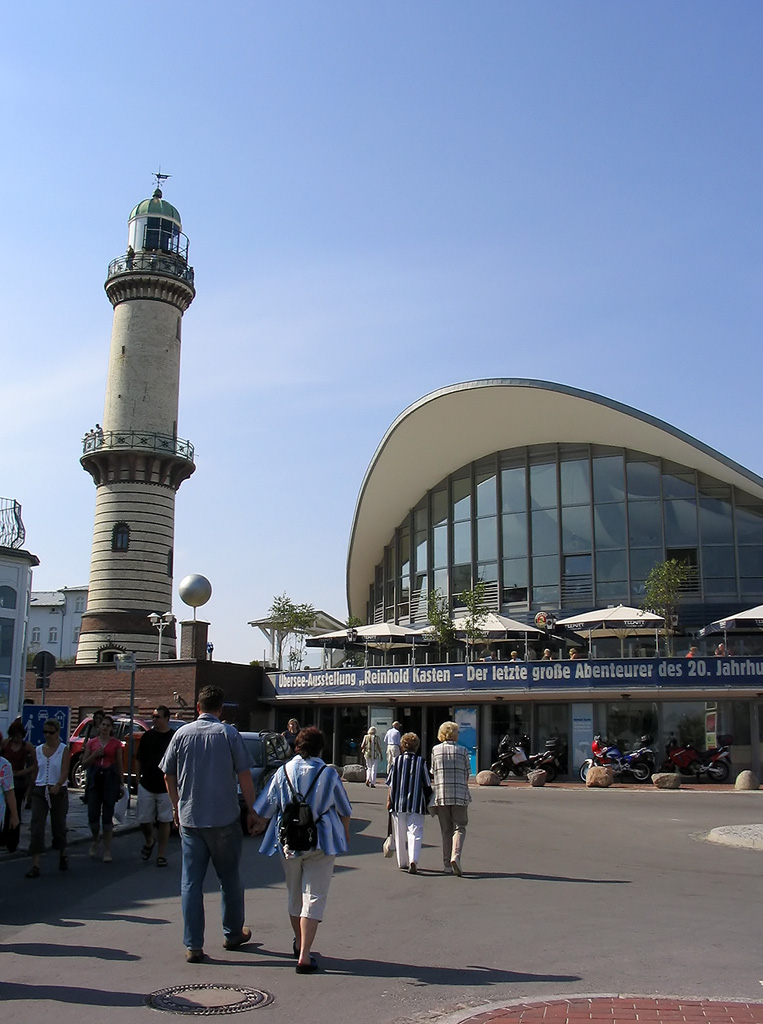
A Teásbögre és a világítótorony
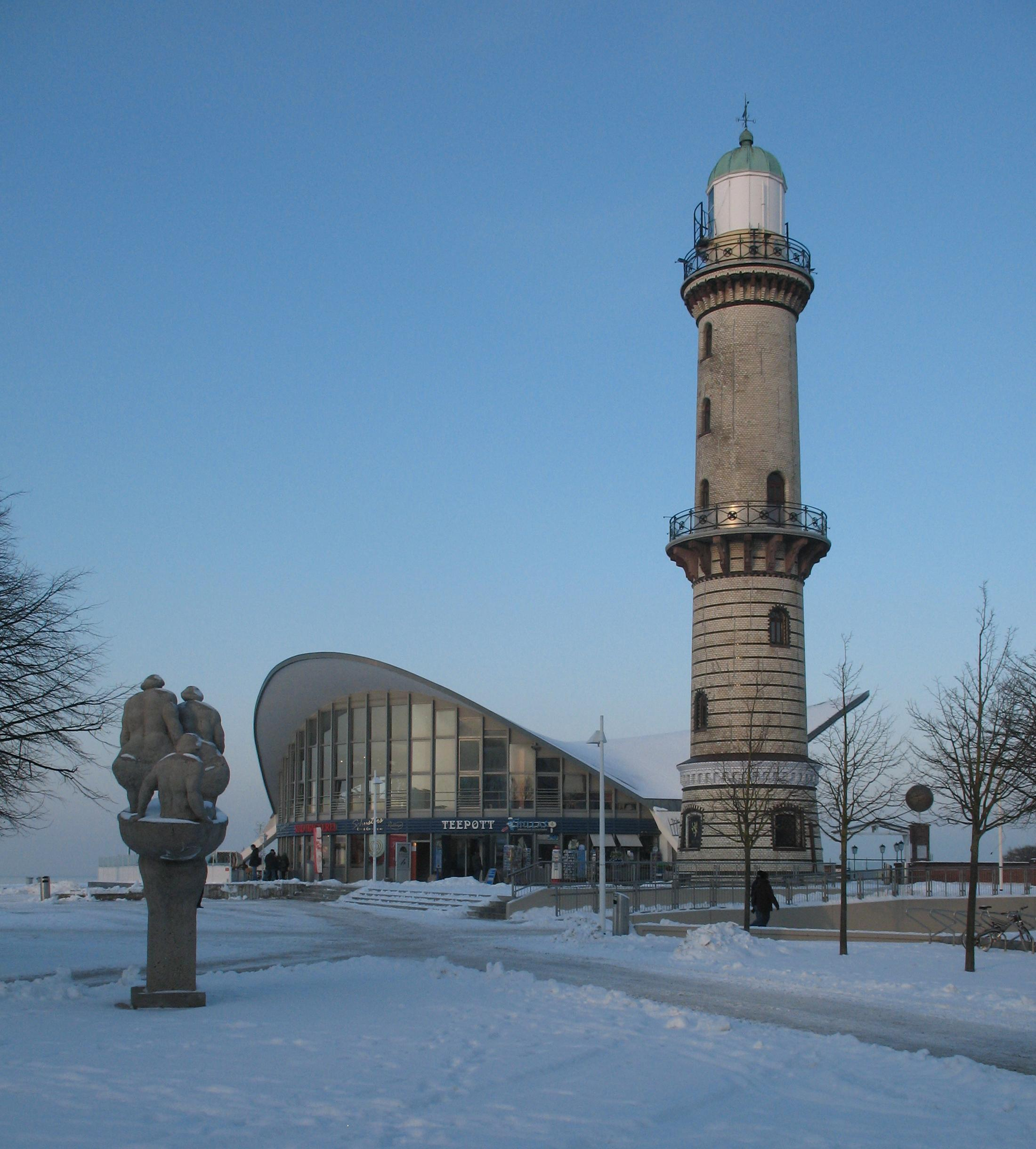
A Teásbögre és a világítótorony
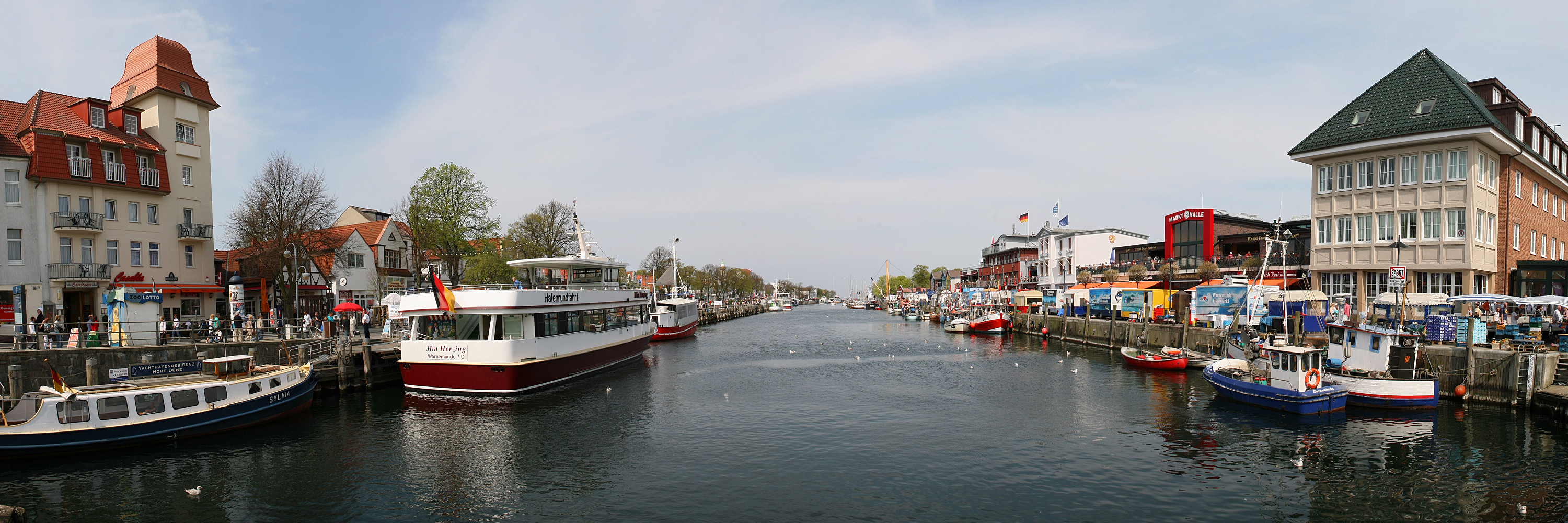
Alte Strom – látkép
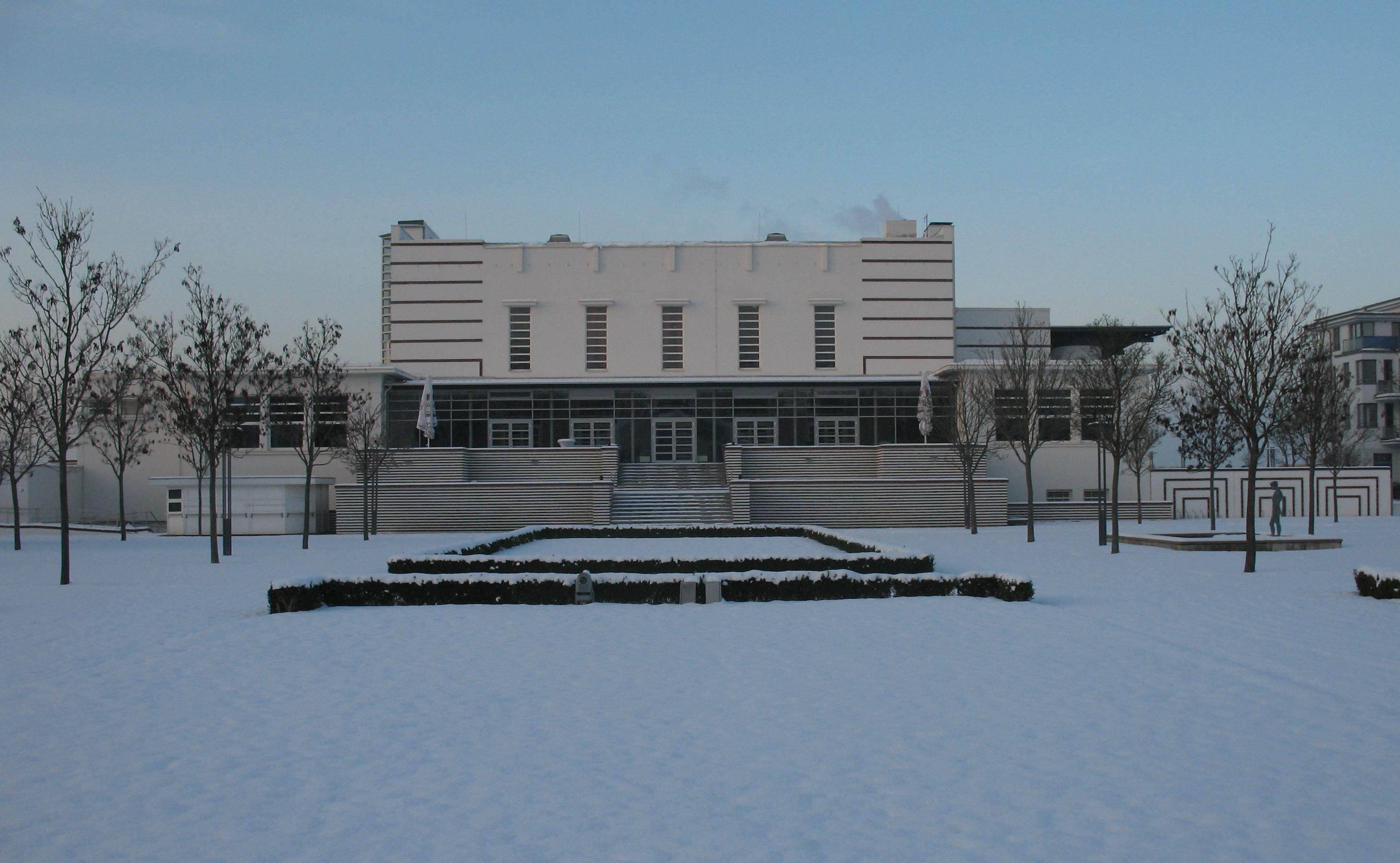
"Kurhaus"
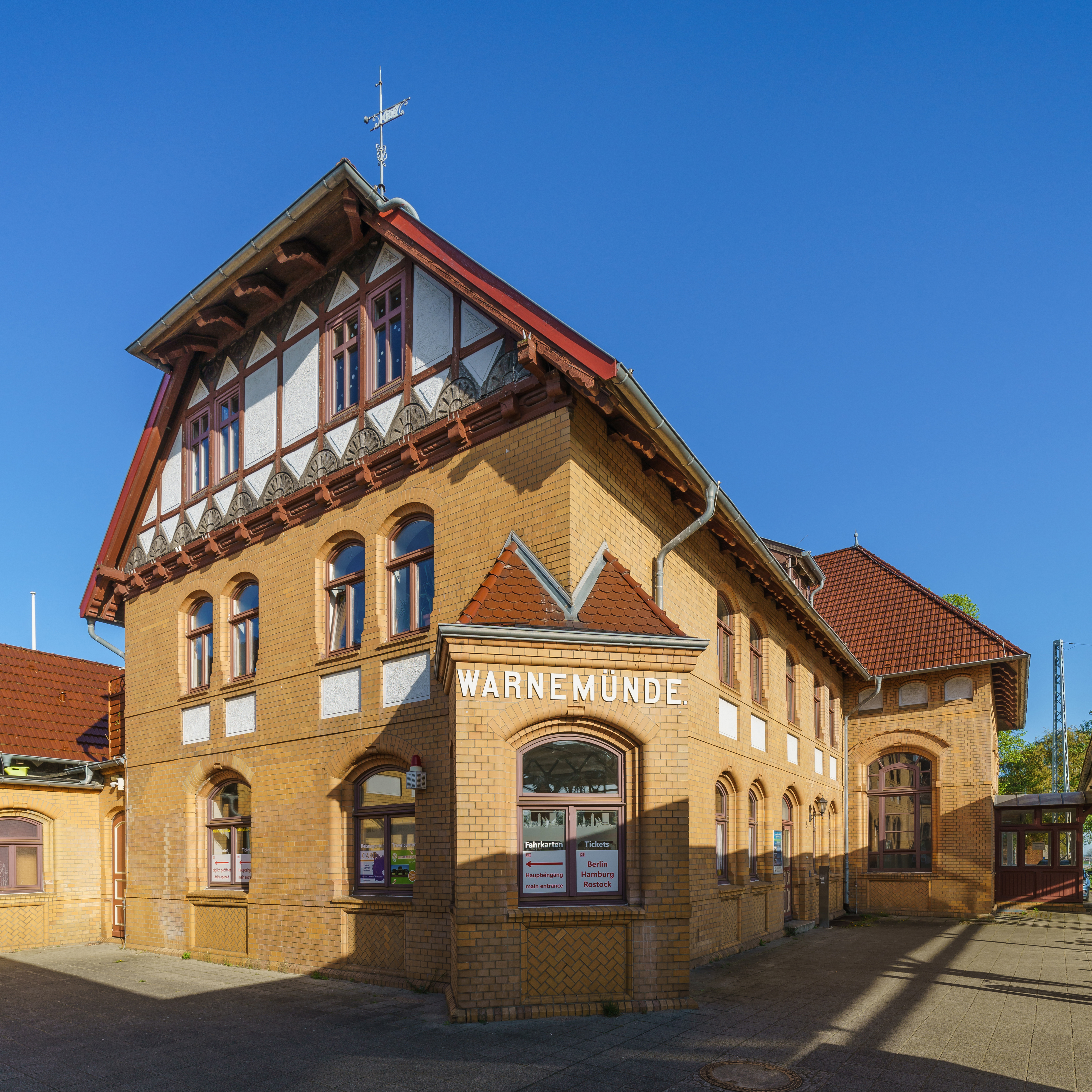
Bahnhof Warnemünde

## Fordítás
- Ez a szócikk részben vagy egészben  a   Warnemünde című német Wikipédia-szócikk ezen változatának fordításán alapul.  Az eredeti cikk szerkesztőit annak laptörténete sorolja fel. Ez a jelzés csupán a megfogalmazás eredetét és a szerzői jogokat jelzi, nem szolgál a cikkben szereplő információk forrásmegjelöléseként.